# Ліхти
Ліхти (пол. Lichty) — село в Польщі, у гміні Чемерники Радинського повіту Люблінського воєводства.
Населення — 327 осіб (2011).
У 1975-1998 роках село належало до Білопідляського воєводства.

## Демографія
Демографічна структура станом на 31 березня 2011 року:
|          | Загалом | Допрацездатний вік | Працездатний вік | Постпрацездатний вік |
| -------- | ------- | ------------------ | ---------------- | -------------------- |
| Чоловіки | 160     | 34                 | 100              | 26                   |
| Жінки    | 167     | 32                 | 81               | 54                   |
| Разом    | 327     | 66                 | 181              | 80                   |